# Aminěvskaja (stanice metra v Moskvě)
Aminěvskaja (rusky Аминьевская) je stanice moskevského metra na lince Bolšaja kolcevaja, která byla zprovozněna 7. prosince 2021 v rámci úseku Mňovniki - Kachovskaja. Je pojmenována podle ulice, pod kterou se nachází. Jedná se o stanici, která se v rámci linky nachází nejblíže Moskevskému dálničnímu okruhu. Zde je možno přestoupit na stejnojmennou zastávku na Moskevské železnici, kterou obsluhují vlaky na lince MCD-4.

## Charakter stanice
Stanice Aminěvskaja se nachází ve čtvrti Očakovo-Matvejevskoje (Очаково-Матвеевское) pod křížením Aminěvského (Аминьевское шоссе) a Očakovského šosse (Очаковское шоссе) na prostoru bývalého trhu se stavebninami Feniks. Stanice disponuje dvěma podzemními vestibuly. Ty jsou propojeny s podzemním průchodem mířícím na obě strany Aminěvského šosse k zastávkám veřejné dopravy i bytové zástavbě. Stanice je součásti dopravního uzlu do které kromě metra a železnice bude v budoucnu patřit i autobusové nádraží a multifunkční centrum o celkové ploše 30 tisíc m2, které bude doplněno podzemním parkovištěm. Kolem dopravního uzlu se plánuje vybudovat park.     
Interiér stanice je navržen v minimalistickém stylu - architekti při návrhu použili čisté geometrické tvary. Podoba stanice je inspirována námořní tematikou. Strop je sestaven z mnoha hliníkových lamel, které tvoří vlnovité struktury, přičemž velké množství závěsných světel mezi nimi umístěných vytváří iluzi vln zářících na slunci. Kolejové stěny jsou vyzdobeny modrou a modrou barvou, barvy na panelech tvoří sinusoidu, symbolizující vibrace vody. Sloupy jsou pokryty černým mramorem, podlaha je vydlážděna šedou žulou.

## Fotogalerie
- Eskalátory ve stanici Aminěvskaja
- Vestibul stanice Aminěvskaja
- Pohled na strop stanice Aminěvskaja